# Sicfa, Cluj
Sicfa este un sat în comuna Unguraș din județul Cluj, Transilvania, România.